# Sütmeg
Sütmeg románul: Șutu, falu Romániában, Erdélyben, Kolozs megyében.

## Fekvése
Tordától nyugatra, a Hesdáti-tó déli oldalán fekvő település.

## Története
Sütmeg egykor Torda-Aranyos vármegyéhez tartozott. Nevét az oklevelek 1456-ban említették először p. Swthmeg néven.
1500-ban p. Swthmes Léta vára tartozéka volt.
Későbbi névváltozatai: 1733-ban Suth, 1750-ben Sutu, 1760–2 között Sütmeg, 1808-ban Sütmeg ~ Süttmeg, 1861-ben Süttmeg, 1888-ban és 1913-ban Sütmeg.
A trianoni békeszerződés előtt Torda-Aranyos vármegye Alsójárai járásához tartozott.
1910-ben 417 lakosából 408 román volt. Ebből 416 görögkatolikus volt.

## Források

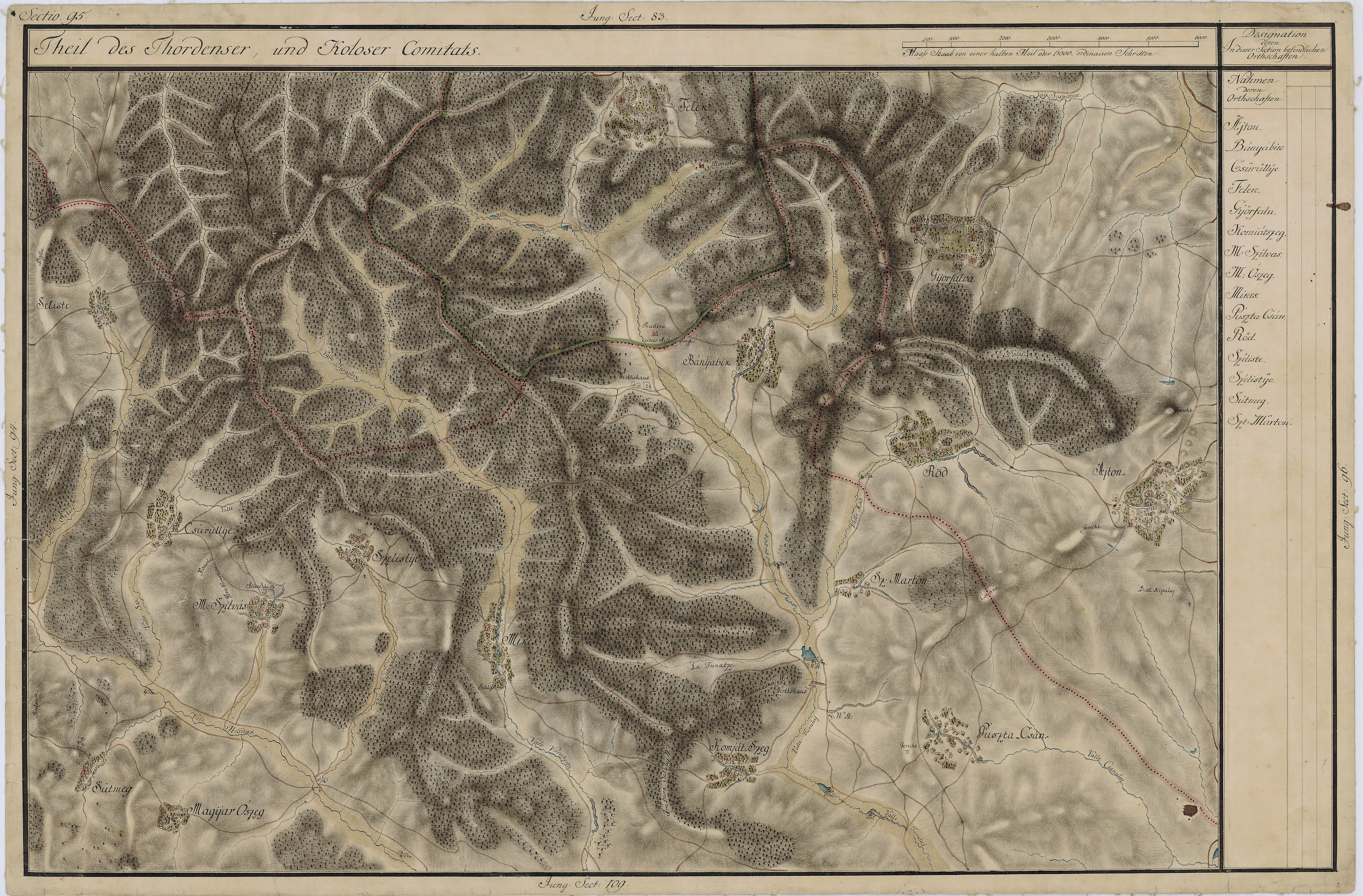
Sütmeg egy régi térképen

## Galéria

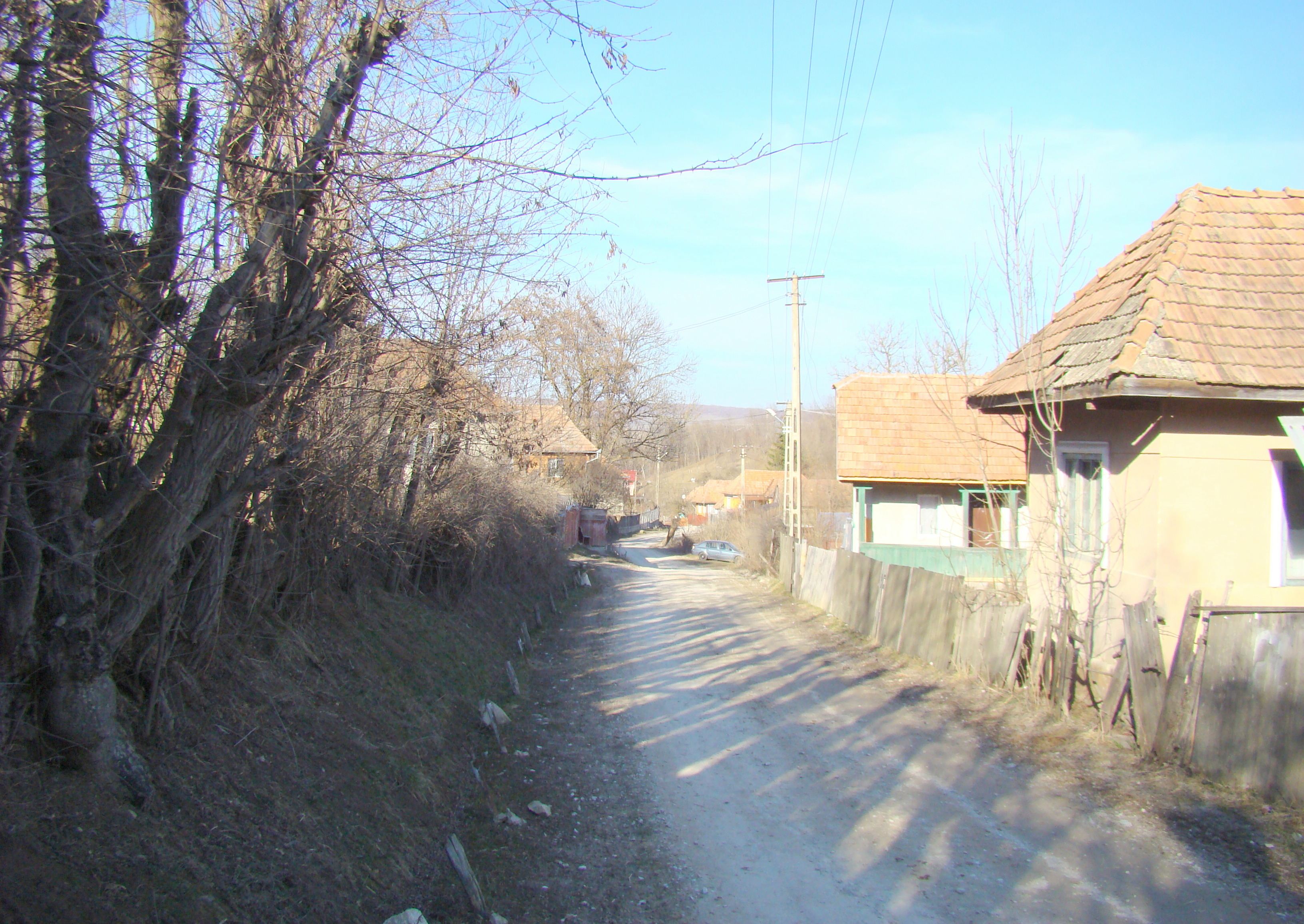
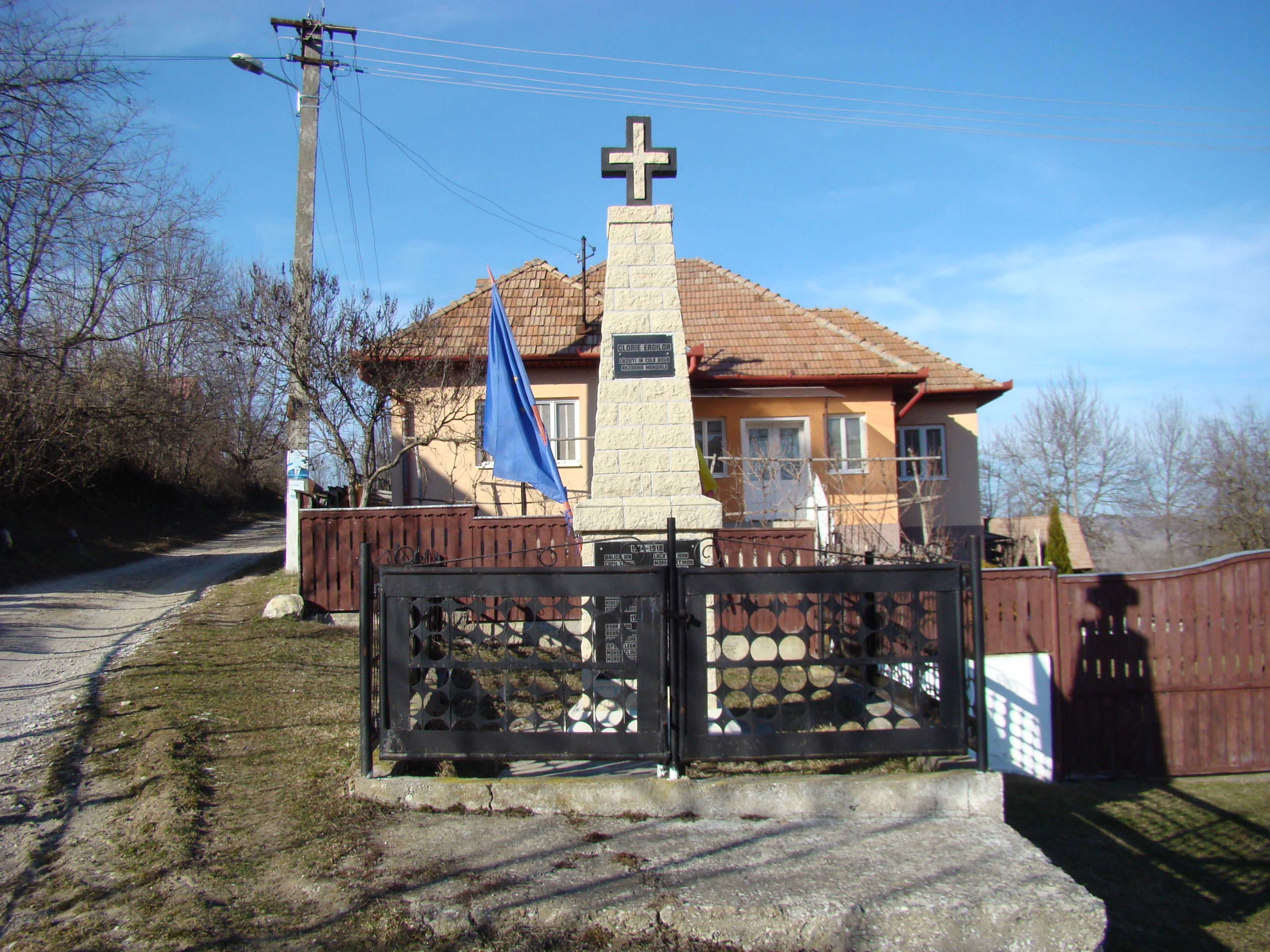
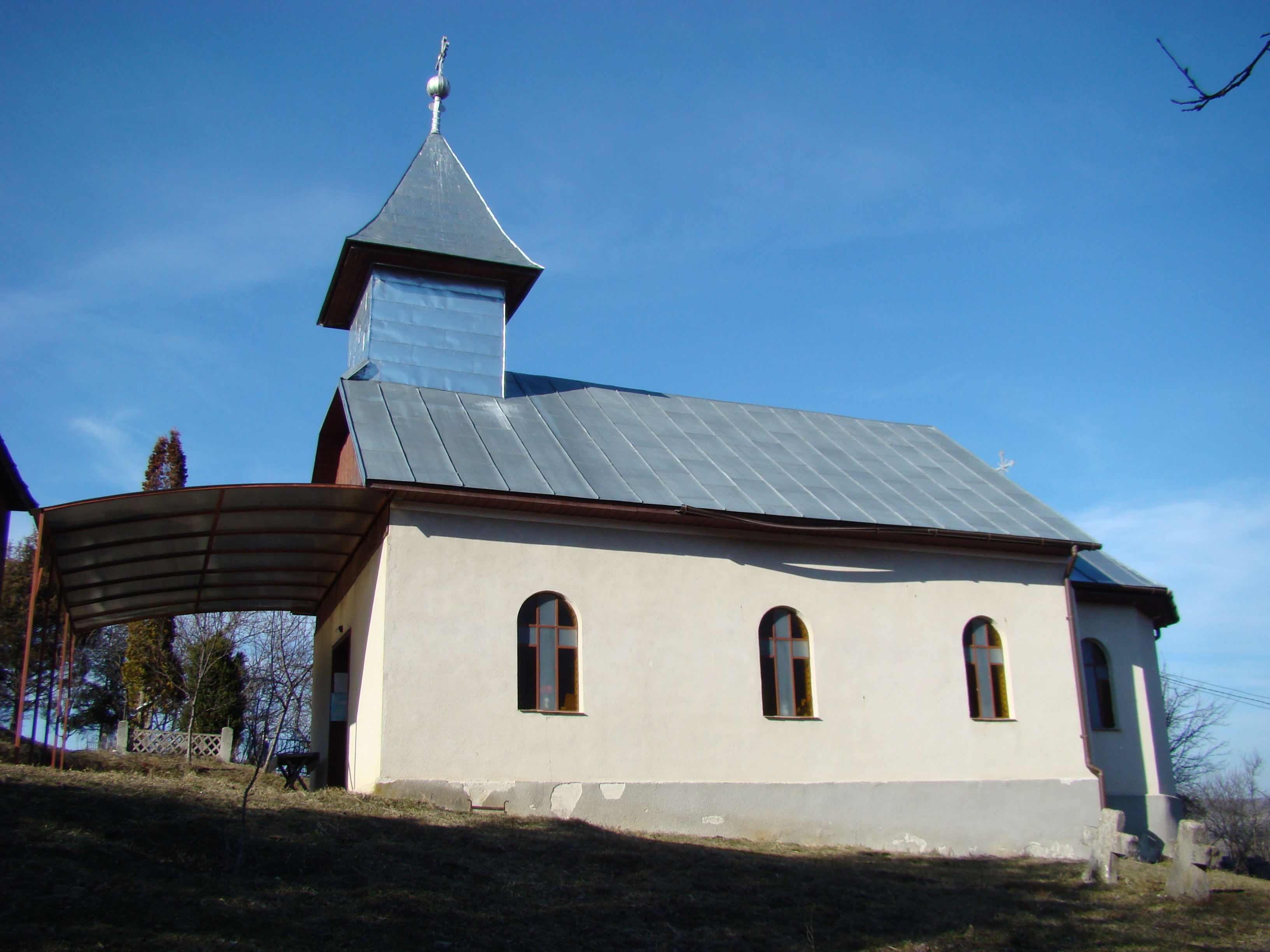
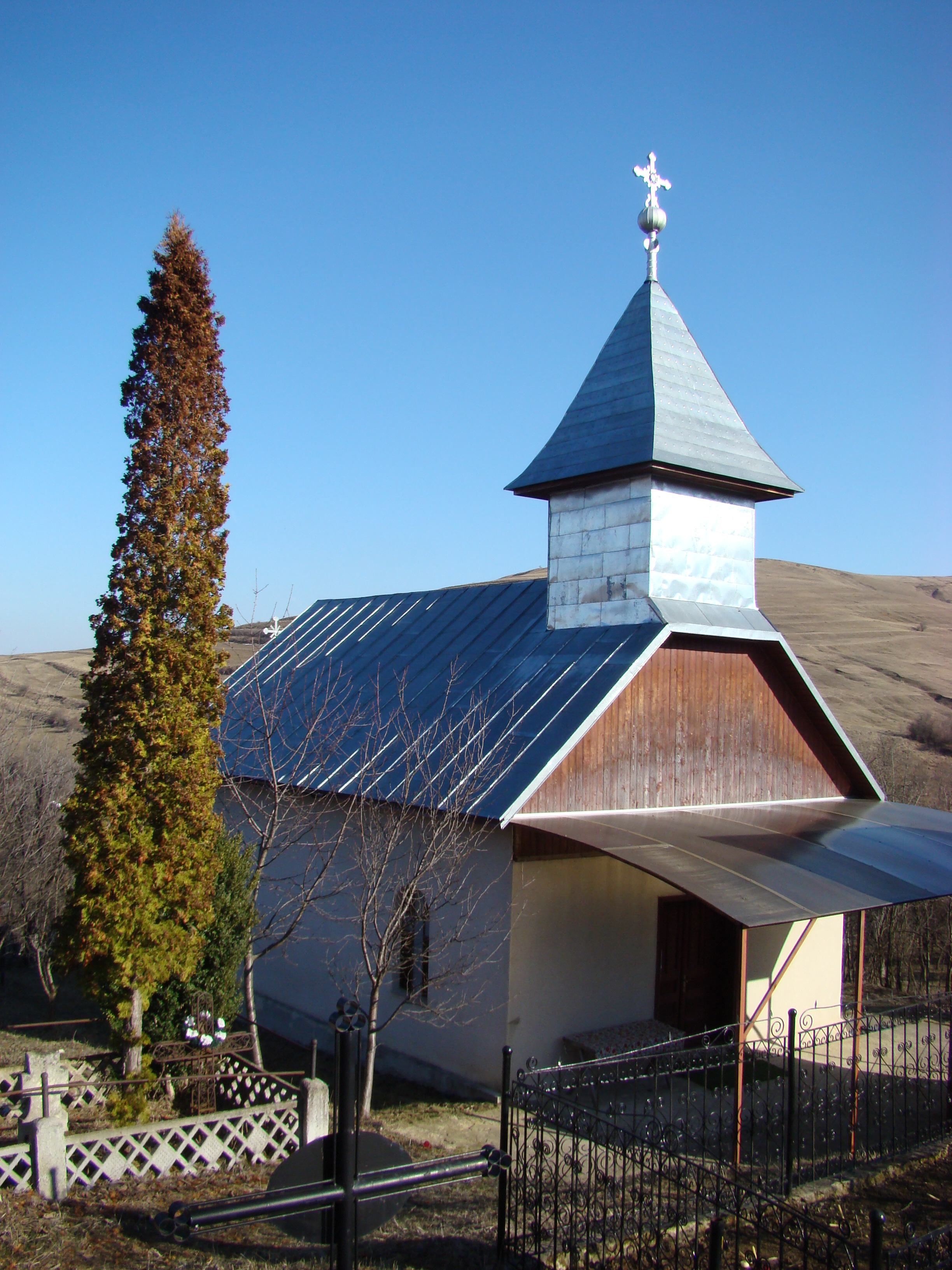
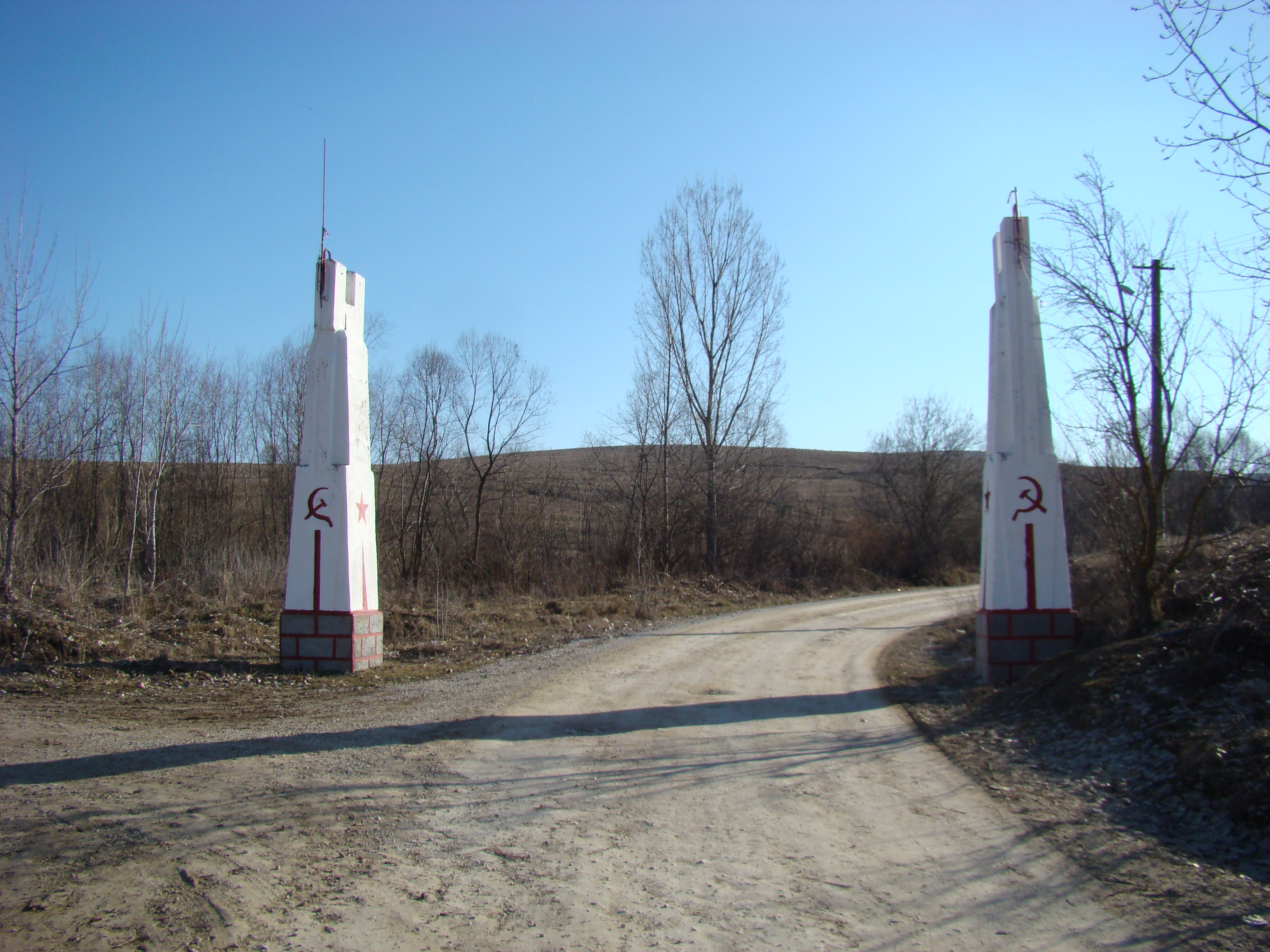
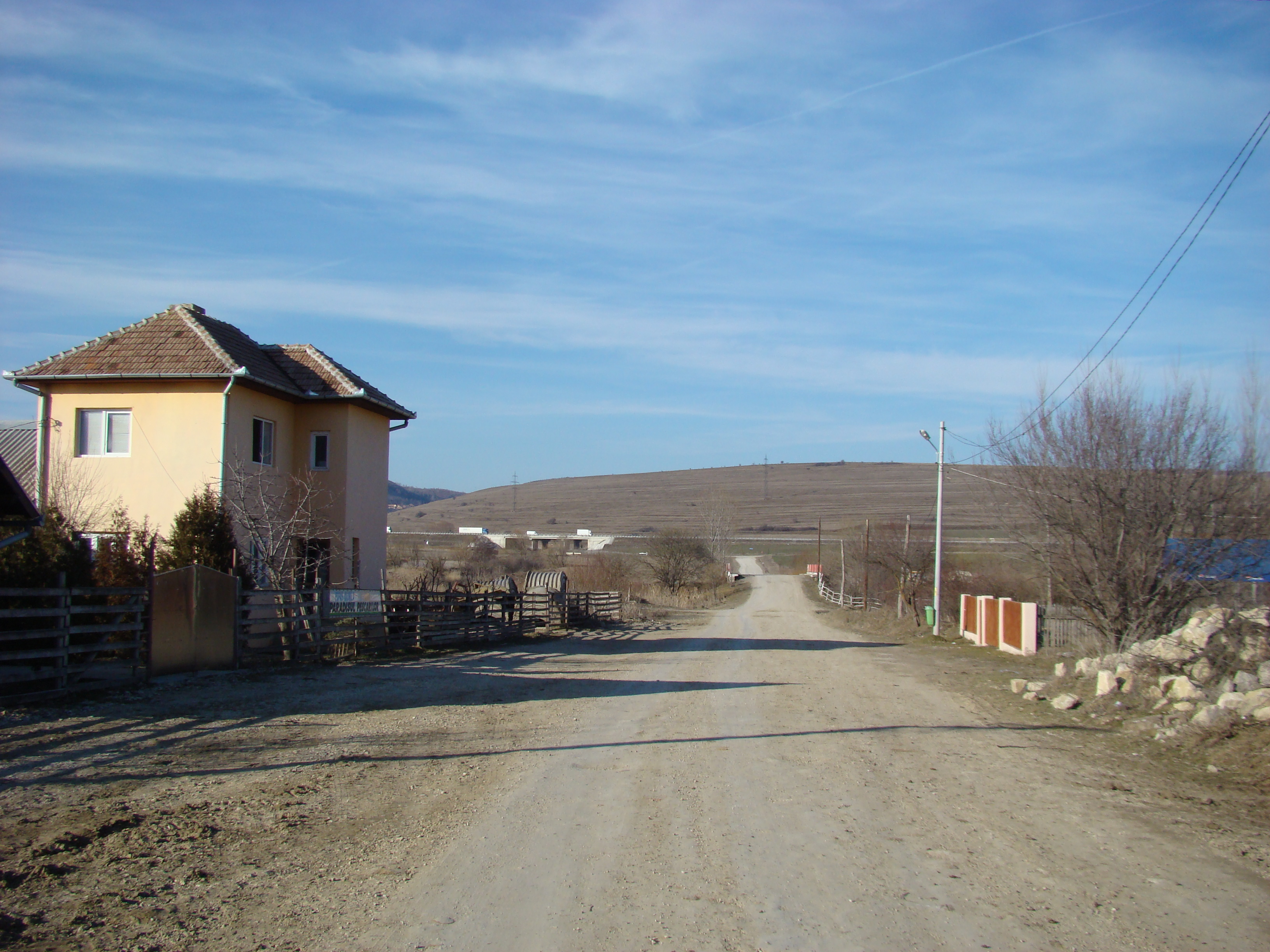